# Caltavuturo
Caltavuturo est une commune italienne de la province de Palerme dans la région Sicile en Italie.

## Géographie
La commune est située sur le territoire du parc naturel régional des Madonie.

## Histoire
Caltavuturo était un centre fortifié à l'époque byzantine (VIe-IXe siècles).
Vers 1063, la ville, alors sous domination musulmane, est pillée par le chevalier normand Roger de Hauteville.
Le 20 janvier 1893, treize paysans manifestant pour le partage de terre sont tués par l'armée alors que les faisceaux de travailleurs se créent dans le reste de l'île. L'évocation de ces morts à la Chambre des députés par Napoleone Colajanni lui donne un retentissement national.
C'est dans cette commune que la Phiale Aurea aurait été découverte fortuitement en 1980. Depuis 2010, la phiale en or est exposée au musée Pirro Marconi du site archéologique d'Himère.

## Administration
| Période                                  | Période | Identité | Étiquette | Qualité |
| ---------------------------------------- | ------- | -------- | --------- | ------- |
|                                          |         |          |           |         |
| Les données manquantes sont à compléter. |         |          |           |         |

### Communes limitrophes
Polizzi Generosa, Scillato, Sclafani Bagni